# 恒丰银行
恒丰银行股份有限公司（简称：恒丰银行）是中国银行业监督管理委员会批准的12家全国性股份制商业银行之一，也是唯一一家总部位于中國山東的全国性股份制商业银行。其前身為1987年建立的烟台住房储蓄银行。2017年，恒丰银行在英国《银行家》杂志公布的全球银行业500强榜单中位列第187位。目前，恒丰银行最大股东为中央汇金，实际控制人为山东省人民政府国有资产管理委员会。

## 历史沿革
- 1987年10月29日，作为住房制度改革试点，烟台市财政局、中国建设银行、中国工商银行、中国农业银行、中国银行和中国人寿保险公司共同出资成立烟台住房储蓄银行，总部设在山东省烟台市。
- 1987年12月1日，烟台住房储蓄银行正式营业。
- 2003年2月27日，中国人民银行下发《中国人民银行关于核准烟台住房储蓄银行更名及修改章程的批复》（银复〔2003〕31号），同意烟台住房储蓄银行更名为恒丰银行股份有限公司，并核准《恒丰银行股份有限公司章程》。党组书记兼董事长姜喜运。恒丰银行因此成为中华人民共和国第11家股份制商业银行。
- 2008年6月成功引进新加坡大华银行为战略投资者。
- 2009年恒丰银行第一副行长栾永泰主持工作。
- 2013年12月烟台市委常委、副市长、政府党组成员兼市国资委党委书记蔡国华出任恒丰银行党委书记和董事长，同时聘请栾永泰担任行长。此前从2003年至2013年，恒丰银行一直没有行长。2015年4月栾永泰退休。
- 2015年8月14日恒丰银行董事会通过议案，聘任中国民生银行党委委员、香港分行行长林治洪担任行长，分管全行公司业务、投行业务以及科技和信息工作。
- 2016年9月山东省政府网发布《关于转发省金融办山东省金融业转型升级实施方案的通知》表明，将推动地方金融机构转型发展，争取在2020年末，使恒丰银行业务规模进入全国性股份制银行第二梯队，并实现上市。
- 2016年12月9日恒丰银行发布公告，林治洪行长被"免去职务、当日生效"。
- 2019年8月恒豐銀行被山東省政府接管。[3]
- 2019年10月30日，银保监会批复恒丰银行总部由烟台迁至济南市。
- 2019年12月18日恒豐銀行將放非公開發行1000億股，每股1元人民幣，集資1000億人民幣，其中，中央匯金擬認購600億股，山東省金融資產管理股份有限公司擬認購360億股，新加坡大華銀行以3.6億新加坡元(約2.66億美元或18.614億人民幣)認購18.614億股，其他股東擬認購21.4億股，相關方案尚待中國銀保監會核准。
- 2024年2月21日，恒丰银行发布公告称，国家金融监督管理总局同意山东省金融资产管理股份有限公司（以下简称“山东金资”）受让中央汇金投资有限责任公司（以下简称“中央汇金”）持有的恒丰银行150亿股股份。随着股权交易的完成，恒丰银行第一大股东变更为山东金资。具体来说，山东金资持有恒丰银行约518.38亿股股份（约占总股本的46.61%），为第一大股东；中央汇金持有恒丰银行450亿股股份（约占总股本的40.46%），退居第二大股东。[4]

## 业务发展
截至2022年底，该行在烟台、北京、青岛、济南、西安、郑州、重庆、成都、昆明、武汉、长沙、南京、苏州、上海、杭州、宁波、福州、广州、深圳、合肥等城市设有一级分行或直属分行，管辖322家分支机构，总资产13315.95亿元，各项存款总额7056.94亿元，各项贷款总额7120.21亿元，实现净利润67.31亿元。

### 成为亚洲金融合作协会创始会员
2017年7月24日，恒丰银行作为全国性股份制商业银行中仅有的3家创始会员单位之一，出席亚洲金融合作协会(亚金协)成立仪式。

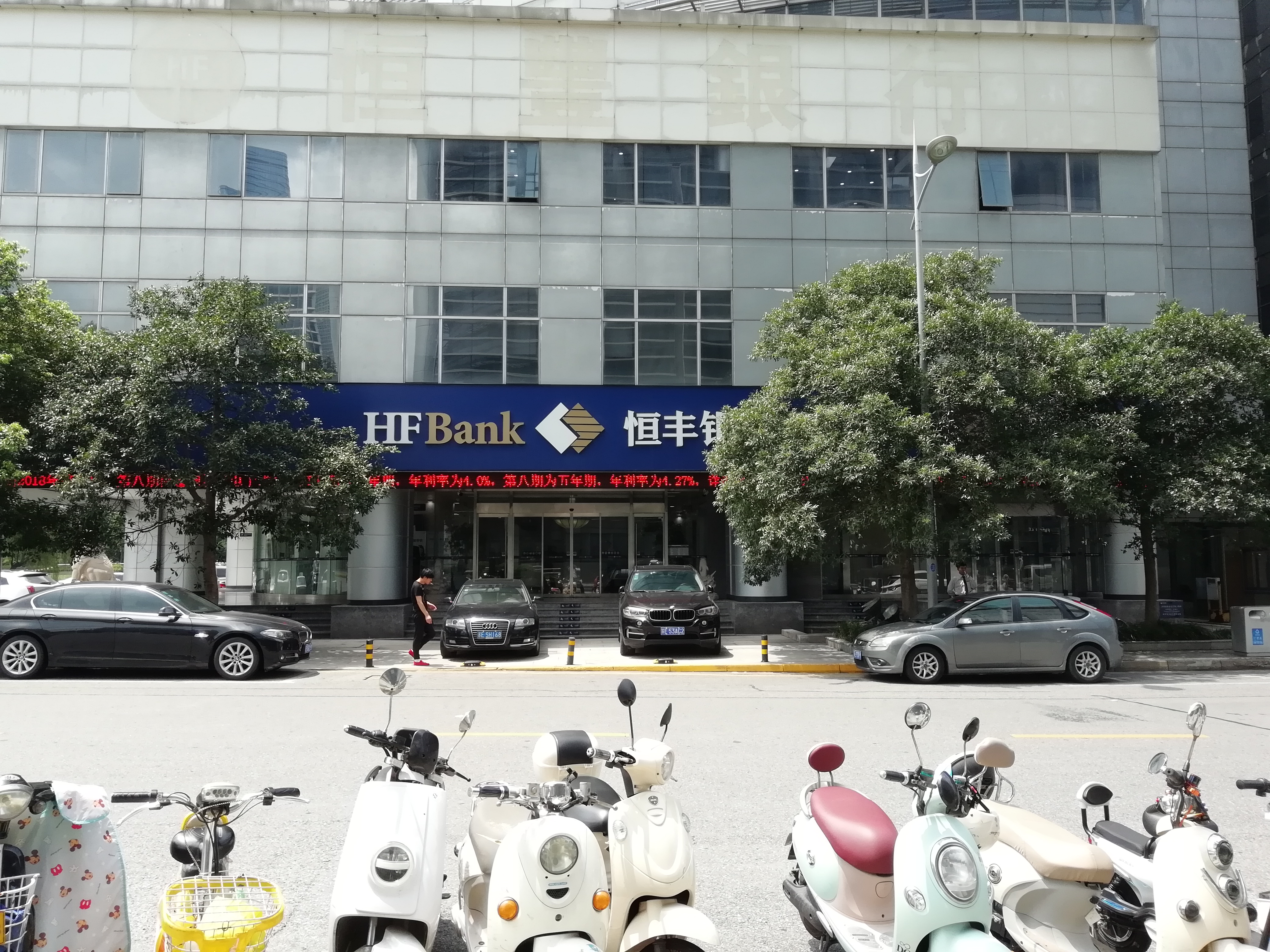
苏州分行
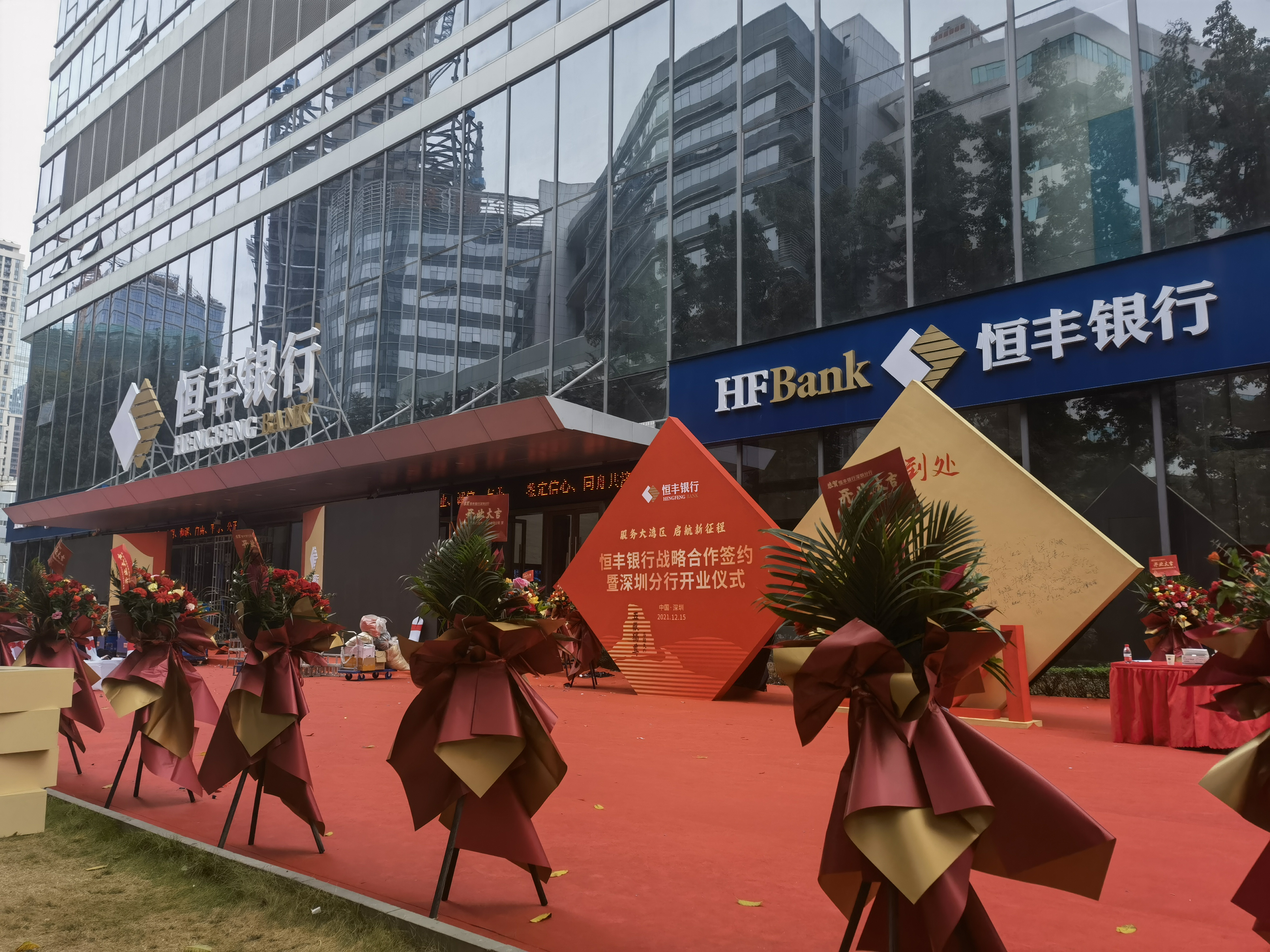
深圳分行

## 处罚及风险事件

### 恒丰银行违规被罚800万
2017年3月29日，中国银监会对恒丰银行作出行政处罚，总计18项违规，包括“未在规定时间内披露更换行长信息”、“变更持有股份总额5%以上的股东未按规定报银监会审批”及“非真实转让信贷资产”等。

### 原行长林治洪被免职遭围困
2016年12月9日，恒丰银行原行长林治洪被恒丰银行突然宣布免职，并于当日被困办公室12个小时。其秘书也被当地持有警官证的人士带走调查，近一天后才被放回。据恒丰银行内部人士及林治洪的家属称，董事长蔡国华因怀疑林治洪和前任行长栾永泰联手举报他的问题而将其辞退。

### 高管私分公款案
2016年5月14日，华夏时报发表新闻稿件“恒丰银行高管疑私分巨额公款 内部低价超限认购股份”，称2015年3月至4月间，包括该行时任董事长蔡国华在内的多名恒丰高管，通过在香港东亚银行的账户接收巨额资金，并在境内分行完成提取。该笔资金总额至少在5000万元人民币以上，甚至过亿。时任行长栾永泰获利2000万元，而蔡国华本人更是获取了3800万元。这笔资金的发放未通过任何董事会、职工代表会或者股东会的审议。稿件发出不久后即遭删除。
随后恒丰银行予以否认，5月19日该行法律合规部声明称：“相关报道中关于我行高管通过香港某银行在境外私分巨额公款一事严重失实，我行从未在香港为个人开设银行账户。我国目前对资金出入境有完备的外汇管理规定，相关报道中所提及的我行巨额资金出入境行为，既不符合逻辑，也缺乏常识。”
一位知情人士接受记者采访时表示，在蔡国华的安排下，恒丰银行行政人员在东亚银行上海分行为高管人员办理银行卡，此卡后由蔡国华直接交给相关高管。后相关卡号在2015年4、5月间收到巨额汇款，金额大体与报道吻合。最早在华夏时报上发表稿件的记者陈锋也在7月9日再次发稿“恒丰银行高管私分公款单人或超7千万 外资行账户首曝光”，从稿件可看出之前的曝光证据确凿，内容属实。两天后这篇稿件再次被撤，而记者引用的图片来源——恒丰银行某位高官，也面临死亡威胁。
而6月正式离职的栾永泰，在当年9月11日向南方都市报承认了私分巨款一事。他表示“分钱的事情的确是有的，我当时收到了大约2100万元多一点。”同时对南方都市报称，恒丰银行其他高管也获得分红，数额在几百万到几千万元不等，但因为恒丰银行实行的是保密薪资制，所以他并不清楚其他高管分到的具体金额。而他声称领取这笔钱的原因是该行人力资源部将这笔钱定为“退休奖励”。
意想不到的是，在2016年9月21日晚，恒丰银行原行长栾永泰通过新浪微博第二次表态，实名举报蔡国华私分公款等行为。颇为滑稽的是，第二天恒丰银行召开党委扩大会议，动员全行员工签名公开信、自愿揭发前行长栾永泰，称“栾永泰及利益团伙目的，就是想将恒丰银行据为己有，成为私有财产”，让事件再次发酵。

### 公司治理、股权运作违规
恒丰银行的公司治理存在重大问题。2016年9月，恒丰银行向中国银监会递交报告，内容涉及股东变更等信息。自改制以来，烟台市国资委一直是恒丰银行的第一大股东，而董事长蔡国华曾为烟台副市长，也就是恒丰银行的主管上级领导。在他接手之后，通过成立相关公司或借道已有股东，通过一系列资本运作，将价值约430亿元人民币的受托资金游走于银行外，通过多家空壳公司持股，将公司实际掌控在高管手中。

### 管理层“大换血”
2017年11月28日，恒丰银行党委书记、董事长蔡国华涉嫌严重违纪违法，被免职，纪委书记、原烟台市纪委副书记王晓森被免职；同时恒丰银行管理层“大换血”：山东省政府秘书长王华任恒丰银行临时党委书记，山东省中行行长王锡峰拟任行长。2020年11月6日，山东省东营市中级人民法院一审公开宣判，以国有公司人员滥用职权罪、贪污罪、挪用公款罪、受贿罪、违法发放贷款罪判处蔡国华死缓，剥夺政治权利终身，两年缓刑期满后终身监禁，不得减刑假释。